# Batalla de Bazentin
La batalla de Bazentin fue una de las batallas que conformaron las operaciones de la denominada Ofensiva del Somme, durante la Primera Guerra Mundial. El episodio tuvo lugar entre el 14 y el 17 de julio de 1916 y en él se enfrentaron fuerzas británicas pertenecientes al IV Ejército comandado por el teniente general Henry Rawlinson y fuerzas alemanas que lucharon en la línea de frente establecida entre las localidades francesas de Bazentin-le-Petit y Longueval por la ocupación en particular de una zona boscosa al norte de esta línea, conocida por los británicos como la posición “High Wood” (Bois des Fourcaux).

## Historia
Los resultados de los primeros días de la ofensiva del Somme llevaron a su alto mando a idear alternativas de enfrentamiento que favoreciesen el efecto sorpresa en el ataque. Esta nueva táctica se pondría en práctica en la línea del frente establecida entre las entonces localidades de Bazentin-le-Petit y Longueval con el objetivo de romper y alcanzar la segunda línea de defensa alemana. Tras varios días de bombardeos preparativos, una compleja operación de concentración y despliegue de tropas se desarrolló con sigilo en las primeras horas de la noche del ataque del 14 de julio de 1916 que llevó a posicionar unos 22.000 infantes en la cercanía de varios cientos de metros de la línea alemana. La artillería británica descargó entonces un intenso bombardeo concentrado en los primeros 5 minutos en toda la línea del ataque lo que provocó el desconcierto y abandono de los puestos alemanes hacia sus refugios. El envío inmediato de las oleadas de infantes resultó en un éxito ya que no solo permitió entonces la toma en pocas horas de las líneas objetivo sino muchas de las posiciones germanas de segunda línea hasta la localidad de Bazentin-le-Grand, detrás del bosque de “High Wood” en el cual permanecería una bolsa de resistencia alemana. Tras este éxito inicial y viendo el número de posiciones que quedaban expuestas y con posibilidad de ser ocupadas hacia Longueval, así como las características del terreno (campos de suave ondulación dedicados al cultivo de cereales), los británicos decidieron ya al alba el empleo de unidades de caballería en relevo de la infantería para alcanzar más rápidamente esas posiciones en High Wood. Sin embargo, el largo tiempo transcurrido en desplegar a la caballería fue aprovechado por los alemanes para reagruparse y restablecerse con ametralladoras de manera que cuando se produjo la carga por parte de unidades de lanceros indios, ya en la tarde del 14 de julio, muchos de los jinetes fueron abatidos por el fuego enemigo y el bombardeo artillero. A pesar de las bajas, el regimiento “Deccan Horse” logró permanecer en el “High Wood” permitiendo la posibilidad en la noche del 15 de julio emprender los trabajos para asentar la línea de defensa británica frente al previsible contraataque de las tropas germanas que se replegaron hacia la parte norte del bosque (en una línea de fuerte defensiva que los británicos llamarían la “Switch Line”). 
Entonces el mando británico decidió reorientar el grueso del ataque en dirección norte hacia la localidad de Martinpuich, bordeando el “High Wood”. La maniobra dejaría expuesto el flanco derecho al fuego alemán reforzado desde las posiciones en la línea del bosque y que terminaría por desbaratar el avance. Tras fracasar varios intentos británicos por desalojar a los alemanes de esta parte del “High Wood”, y ante el avance de estos, se dio orden de retirada de la caballería. 
Este volvería a ser ocupado por los británicos pero dos meses más tarde y tras sufrir numerosas bajas.